# Дітель Вукола Юстимович
Вуко́ла (Вукол, Вакула) Юсти́мович Ді́тель (7 березня 1881 — 21 березня 1976) — підполковник Армії УНР.

## Біографія

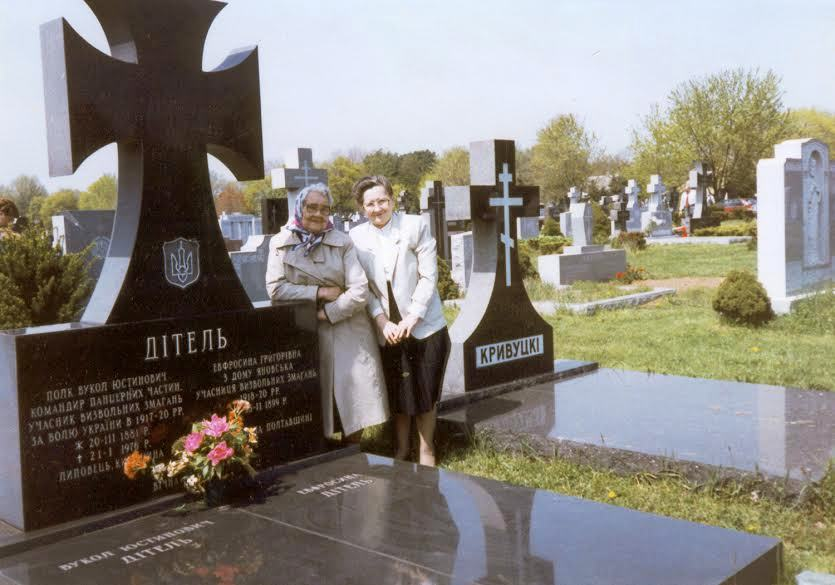
Могила Вуколи Дітеля на православному цвинтарі у Баунд-Бруці. Поряд дружина Євфросинія з подругою.

Народився у с. Кожанка Липовецького повіту Київської губернії. Закінчив 5-ту Київську гімназію. У 1903 р. вступив однорічником 2-го розряду до 130-го піхотного Херсонського полку. Закінчив Чугуївське піхотне юнкерське училище (1907), вийшов до 75-го піхотного Севастопольського полку (Гайсин). З 1913 р. служив у 168-му піхотному Миргородському полку (Київ).
У 1914—1915 рр. — командир роти 15-го запасного батальйону, обер-офіцер для доручень штабу Південно-Західного фронту. У грудні 1915 р. закінчив Офіцерський клас Петроградської військово-автомобільної школи. Згодом — начальник автогаража Південно-Західного фронту. З квітня 1916 р. — обер- офіцер для доручень при начальнику тилової автомайстерні. З лютого 1917 р. — обер-офіцер для доручень при Автосоюзі. Останнє звання у російській армії — штабс-капітан.
З 16 грудня 1917 р. — помічник начальника автопанцерного відділу Військового міністерства Центральної Ради. Як командир броньовика брав участь у вуличних боях (січень 1918 р.) у Києві проти більшовиків. Після залишення Києва українськими військами був заарештований більшовиками та виведений на розстріл. Під час розстрілу був важко поранений, але вижив.
1 травня 1918 р. закінчив Інструкторську школу старшин (1-й випуск). Служив у Сердюцькій дивізії Армії Української Держави. У листопаді 1918 р. був відряджений на Кубань для закупівлі бензину. З січня 1919 р. — начальник матеріальної частини самохідної управи Військового міністерства УНР. У червні 1919 р. потрапив до польського полону.
15 вересня 1919 р. приватно повернувся в Україну, був членом Липовецької повітової народної управи. З квітня 1920 р. — знов на службі в Армії УНР. З 12 серпня 1920 р. — старшина для доручень Військово-технічної управи Військового міністерства УНР. Після ліквідації таборів інтернованих вояків Армії УНР жив у Варшаві.

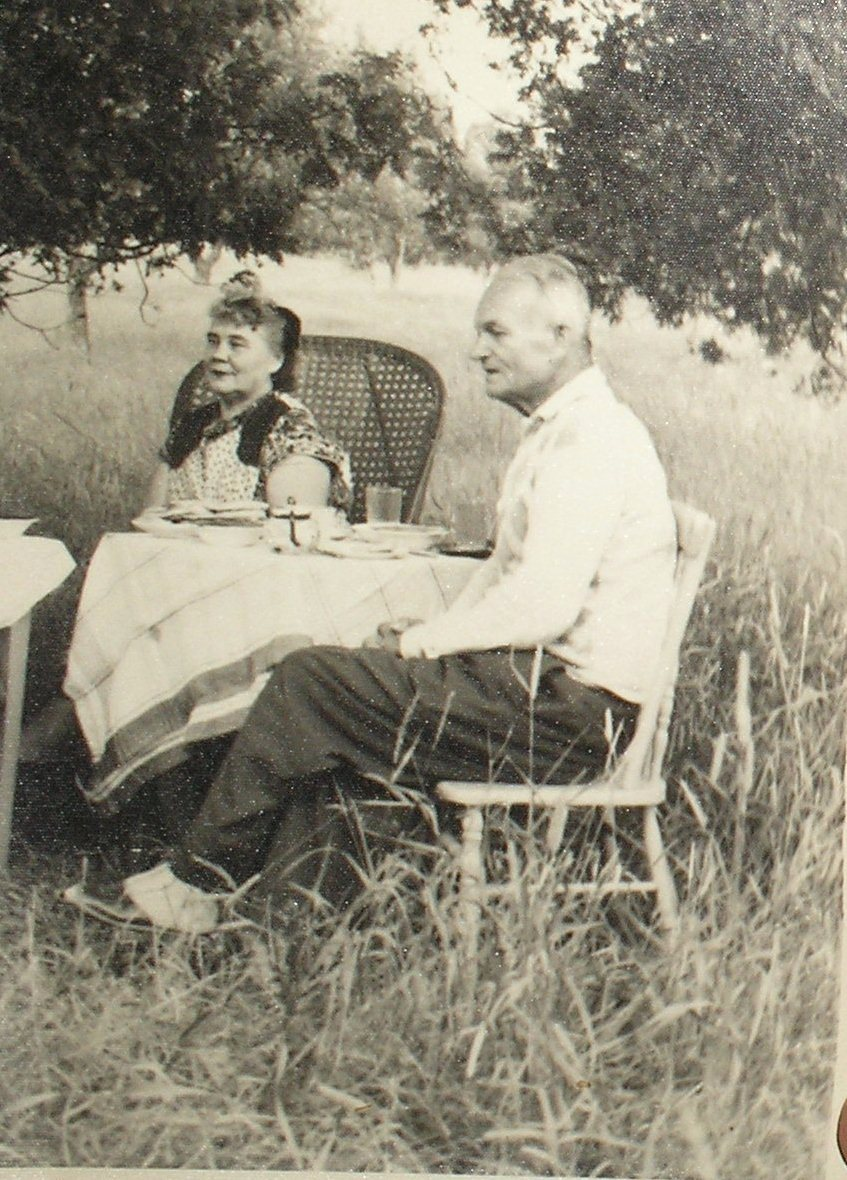
Вакула (Вукол) Дітель з дружиною, США

У 1942—1944 рр. працював в Українському Червоному Хресті у Києві. У 1944 р. емігрував до Словаччини, у 1945 р. — до Німеччини, у 1951 р. — до США. Одружився з української емігранткою з Полтавщини — Євфросинією Гоголь-Яновською. Дітей у них не було. Жив у Нью-Йорку.

Помер у Нью-Йорку, похований на православному цвинтарі у Баунд-Бруці. На могилі написано: "Командир панцерних частин. Учасник визвольних змагань за волю України 1917-1920 рр." Як місце народження вказаний Липовець, що не зовсім точно.

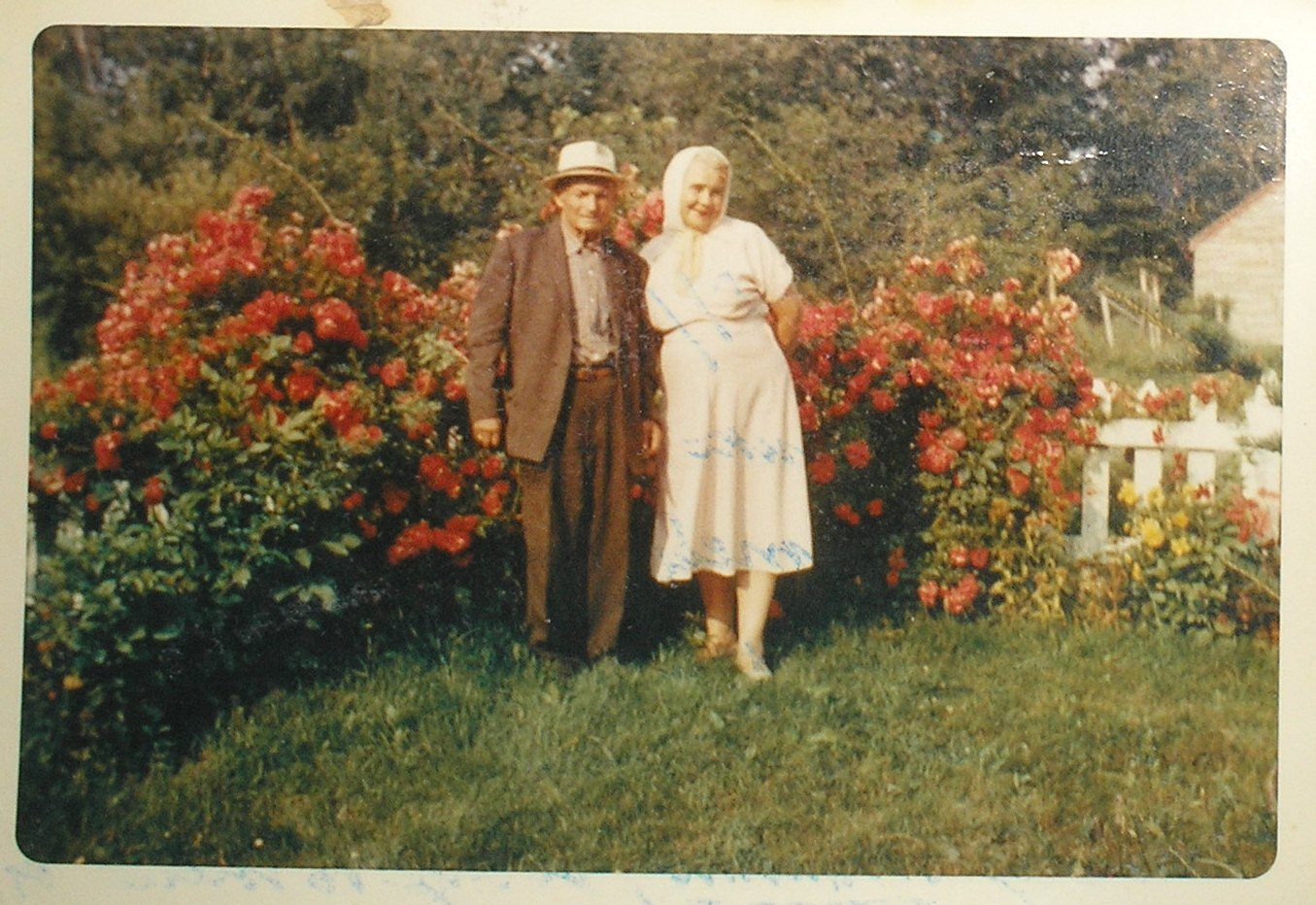
Вакула Дітель з дружиною Євфросинією Гоголь-Яновською, США